# Ivan Čampa
Ivan Čampa, slovenski pesnik in pisatelj, * 15. november 1914, Nemška vas na Blokah, † 27. julij 1942, Sveti Vid (prej Žilce) nad Cerknico.
Čampa se je po končani gimnaziji v Ljubljani vpisal na pravo in nato na pedagogiko, a študija ni končal.  
Sodeloval je v NOB in bil ustreljen kot aktivist OF.
Čampa je sodil v obdobje tako imenovanih pesnikov socialnega realizma. Pesniki tega obdobja so v prvi vrsti obravnavali socialna vprašanja in liriki niso bili naklonjeni. Pripadniki te skupine so bili: Bogomil Fatur, Tone Šifrer, Erna Muser, Jože Udovič in Cene Vipotnik. Bil je član leta 1939 ustanovljenega Literarnega kluba, katerega člani so bili med drugim tudi Cene Vipotnik, Jože Dular, Bogomir Magajna in Severin Šali.
V Čampovem pesništvu so vidni vplivi od nove romantike do nove stvarnosti, na kar kažeta zbirki: Iz belih noči (1939) in Šotor v zatišju (1941). Pisal je tudi prozo; Mlin v grapi (1940), roman v verzih Ivje se iskri pa je ostal nedokončan.
Njegovo ime je vklesano na spominski plošči padlim slovenskim pisateljem v Društvu slovenskih pisateljev na Tomšičevi ulici 12 v Ljubljani.